# Luriano
Luriano è una località del comune italiano di Chiusdino, nella provincia di Siena, in Toscana.

## Storia
Il borgo di Luriano fu un antico comune medievale, citato in latino come Lugrianum, su di un'altura tra le valli del Merse e del Farma. La storica pieve di Luriano rivestiva nel XIV secolo un'importanza particolare nel territorio, riunendo sotto di sé la giurisdizione di numerose filiali quali le borgate di Folgori, di Farma e soprattutto Monticiano stesso.
In seguito al progressivo spopolamento in favore della borgata di Folgori – poi nominata Scalvaia – Luriano finì per perdere la propria centralità e nel XVIII secolo si iniziò ad utilizzare il doppio nome Luriano e Scalvaja. Nel 1833 il comunello di Luriano e Scalvaja contava 245 abitanti. Le due comunità vennero poi divise: Scalvaia divenne frazione del comune di Monticiano, mentre Luriano località del comune di Chiusdino.
Il naturalista Gian Battista Brocchi, nella sua opera Conchiologia fossile subappennina, rileva che ai piedi dei monti di Luriano si trovano «sole serpule fossili».

## Monumenti e luoghi d'interesse
L'elemento di maggiore interesse del borgo è la pieve di Santa Maria, di origine alto-medievale, citata in un documento del 1171. Importante pieve nel Medioevo, perse la propria influenza nel corso del XVIII secolo, quando fu intitolata a San Giovanni Battista, e fu poi definitivamente sconsacrata nel XIX secolo. L'edificio si presenta inglobato in strutture murarie adiacenti, compresa la casa canonica, con una piccola torre campanaria.
Lungo la strada che collega Luriano alla strada provinciale 73 bis, si trova il piccolo "chiesino" di Luriano, cappella in laterizio di gusto neoclassico risalente al XVII secolo.
La località di Luriano è servita da un proprio cimitero.